# Atya ortmannioides
Atya ortmannioides is een garnalensoort uit de familie van de Atyidae. De wetenschappelijke naam van de soort is voor het eerst geldig gepubliceerd in 1956 door Villalobos F..